# Kobylnik (gmina)
Kobylnik (rzadziej Kobylniki) – dawna gmina wiejska istniejąca do 1945 roku na obszarze Ziemi Wileńskiej/woj. wileńskiego (obecnie na Białorusi). Siedzibą gminy był Kobylnik.
Początkowo gmina należała do powiatu święciańskiego w guberni wileńskiej. 7 czerwca 1919 weszła w skład utworzonego pod Zarządem Cywilnym Ziem Wschodnich okręgu wileńskiego, przejętego 9 września 1920 przez Tymczasowy Zarząd Terenów Przyfrontowych i Etapowych. W związku z powstaniem Litwy Środkowej 9 października 1920 gmina wraz z główną częścią powiatu święciańskiego znalazła się w jej strukturach. 13 kwietnia 1922 roku gmina weszła w skład objętej władzą polską Ziemi Wileńskiej, przekształconej 20 stycznia 1926 roku w województwo wileńskie.
1 stycznia 1926 roku gmina weszła w skład nowo utworzonego powiatu postawskiego w tymże województwie. 1 kwietnia 1927 roku do gminy Kobylnik przyłączono części obszaru zniesionych gmin Zanarocze (w całości), Jasiewo i Mańkowicze oraz (nie zniesionej) gminy Miadzioł, natomiast części obszaru gminy Kobylnik włączono do gmin Postawy i Miadzioł. 
Po wojnie obszar gminy Kobylnik wszedł w struktury administracyjne Związku Radzieckiego.